# Temporada da ATP de 2014
A temporada da ATP de 2014 foi o circuito masculino dos tenistas profissionais de elite para o ano em questão. A Associação de Tenistas Profissionais (ATP) organiza a maioria dos eventos – os ATP World Tour Masters 1000, ATP World Tour 500, os ATP World Tour 250 e o de fim de temporada (ATP Finals), enquanto que a Federação Internacional de Tênis (ITF) tem os torneios do Grand Slam, a Copa Davis e a Copa Hopman.

## Calendário

### Países
| Torneios | País(es)                                                                                | País(es)                                                                          |
| -------- | --------------------------------------------------------------------------------------- | --------------------------------------------------------------------------------- |
| 11       | Estados Unidos                                                                          | Estados Unidos                                                                    |
| 8        | França                                                                                  | França                                                                            |
| 5        | Alemanha                                                                                | Alemanha                                                                          |
| 4        | Austrália                                                                               | Grã-Bretanha                                                                      |
| 3        | China                                                                                   | Espanha                                                                           |
| 2        | Áustria · Brasil · Croácia                                                              | Países Baixos · Suíça · Suécia                                                    |
| 1        | Argentina · Canadá · Catar · Colômbia · Chile · Emirados Árabes Unidos · Índia · Itália | Japão · Malásia · Marrocos · México · Nova Zelândia · Portugal · Roménia · Rússia |

### Mês a mês

#### Legenda
Abaixo estão exemplos, com explicações usando o elemento dica de contexto. Basta passar o cursor sobre cada linha pontilhada para lê-las.
| Semana de                   | Torneio                                                                                        | Campeã(s)(o/ões)            | Vice-campeã(s)(o/ões)     | Resultado            |
| --------------------------- | ---------------------------------------------------------------------------------------------- | --------------------------- | ------------------------- | -------------------- |
| 16 de janeiro 23 de janeiro | Australian Open · Melbourne, Austrália · Grand Slam · A$ 12.176.550 – duro – 128S•96Q•64D•32DM | jogador(a) 1                | jogador(a) 2              | 7–61, 4–6, 7–6(10–6) |
| 16 de janeiro 23 de janeiro | Australian Open · Melbourne, Austrália · Grand Slam · A$ 12.176.550 – duro – 128S•96Q•64D•32DM | jogador(a) 3 · jogador(a) 4 | jogador(a) 5 jogador(a) 6 | 4–6, 6–4, [11–9]     |
| 16 de janeiro 23 de janeiro | Australian Open · Melbourne, Austrália · Grand Slam · A$ 12.176.550 – duro – 128S•96Q•64D•32DM | jogadora 7 jogador 8        | jogadora 9 jogador 10     | 6–2, 4–6, [10–3]     |

| Casos excepcionais | Premiação               | Grand Slam | Grand Slam | Grand Slam |
| Casos excepcionais | Premiação               | Variável   |            |            |
| Casos excepcionais | Número de participantes | QD         | E          |            |
| Casos excepcionais | Ordenação dos torneios  |            |            |            |

| Ícones | Clicável      |                                        |                                           |
| Ícones | Clicável      | edição do torneio                      |                                           |
| Ícones | Não-clicáveis |                                        | primeiro título conquistado na modalidade |
| Ícones | Não-clicáveis | o(a) jogador(a)/país defendeu o título |                                           |

#### Janeiro
| Semana de                   | Torneio | Campeã(s)(o/ões)                                                                            | Vice-campeã(s)(o/ões)                                                                          | Resultado               |
| --------------------------- | --- | ------------------------------------------------------------------------------------------- | ---------------------------------------------------------------------------------------------- | ----------------------- |
| 30 de dezembro              | Brisbane International Brisbane, Austrália ATP World Tour 250 US$ 511.825 – duro – 28S•32Q•16D | Lleyton Hewitt                                                                              | Roger Federer                                                                                  | 6–1, 4–6, 6–3           |
| 30 de dezembro              | Brisbane International Brisbane, Austrália ATP World Tour 250 US$ 511.825 – duro – 28S•32Q•16D | Mariusz Fyrstenberg Daniel Nestor                                                           | Juan Sebastián Cabal Robert Farah                                                              | 46–7, 6–4, [10–7]       |
| 30 de dezembro              | Aircel Chennai Open Chenai, Índia ATP World Tour 250 US$ 459.140 – duro – 28S•32Q•16D | Stanislas Wawrinka                                                                          | Édouard Roger-Vasselin                                                                         | 7–5, 6–2                |
| 30 de dezembro              | Aircel Chennai Open Chenai, Índia ATP World Tour 250 US$ 459.140 – duro – 28S•32Q•16D | Johan Brunström Frederik Nielsen                                                            | Marin Draganja Mate Pavić                                                                      | 6–2, 4–6, [10–7]        |
| 30 de dezembro              | Qatar ExxonMobil Open Doha, Catar ATP World Tour 250 US$ 1.195.500 – duro – 32S•32Q•16D | Rafael Nadal                                                                                | Gaël Monfils                                                                                   | 6–1, 56–7, 6–2          |
| 30 de dezembro              | Qatar ExxonMobil Open Doha, Catar ATP World Tour 250 US$ 1.195.500 – duro – 32S•32Q•16D | Tomáš Berdych · Jan Hájek                                                                   | Alexander Peya Bruno Soares                                                                    | 6–2, 6–4                |
| 30 de dezembro              | Hyundai Hopman Cup Perth, Austrália Competição de curta duração entre países – mista duro (coberto) – 8E | França · Alizé Cornet · Jo-Wilfried Tsonga                                                  | Polónia · Agnieszka Radwańska · Grzegorz Panfil                                                | 2–1                     |
| 6 de janeiro                | Heineken Open Auckland, Nova Zelândia ATP World Tour 250 US$ 514.345 – duro – 28S•24Q•16D | John Isner                                                                                  | Lu Yen-hsun                                                                                    | 7–64, 7–67              |
| 6 de janeiro                | Heineken Open Auckland, Nova Zelândia ATP World Tour 250 US$ 514.345 – duro – 28S•24Q•16D | Julian Knowle Marcelo Melo                                                                  | Alexander Peya Bruno Soares                                                                    | 4–6, 6–3, [10–5]        |
| 6 de janeiro                | Apia International Sydney Sydney, Austrália ATP World Tour 250 US$ 511.825 – duro – 28S•32Q•16D | Juan Martin del Potro                                                                       | Bernard Tomic                                                                                  | 6–3, 6–1                |
| 6 de janeiro                | Apia International Sydney Sydney, Austrália ATP World Tour 250 US$ 511.825 – duro – 28S•32Q•16D | Daniel Nestor Nenad Zimonjić                                                                | Rohan Bopanna Aisam-ul-Haq Qureshi                                                             | 7–63, 7–63              |
| 13 de janeiro 20 de janeiro | Australian Open Melbourne, Austrália Grand Slam A$ – duro – 128S•128Q•64D•32DM | Stanislas Wawrinka                                                                          | Rafael Nadal                                                                                   | 6–3, 6–2, 3–6, 6–3      |
| 13 de janeiro 20 de janeiro | Australian Open Melbourne, Austrália Grand Slam A$ – duro – 128S•128Q•64D•32DM | Łukasz Kubot Robert Lindstedt                                                               | Eric Butorac Raven Klaasen                                                                     | 6–3, 6–3                |
| 13 de janeiro 20 de janeiro | Australian Open Melbourne, Austrália Grand Slam A$ – duro – 128S•128Q•64D•32DM | Kristina Mladenovic Daniel Nestor                                                           | Sania Mirza Horia Tecău                                                                        | 6–3, 6–2                |
| 27 de janeiro               | Copa Davis: primeira fase Ostrava, República Tcheca – duro (coberto) Tóquio, Japão – duro (coberto) Frankfurt, Alemanha – duro (coberto) La Roche-sur-Yon, França – saibro (coberto) San Diego, Estados Unidos – saibro Mar del Plata, Argentina – saibro Astana, Cazaquistão – duro (coberto) Novi Sad, Sérvia – duro (coberto) Competição de longa duração entre países – 16E | · República Checa · Japão · Alemanha · França · Grã-Bretanha · Itália · Cazaquistão · Suíça | · Países Baixos · Canadá · Espanha · Austrália · Estados Unidos · Argentina · Bélgica · Sérvia | 3–2 4–1 5–0 3–1 3–2 3–2 |

#### Fevereiro
| Semana de       | Torneio | Campeão(s)                              | Vice-campeão(s)                   | Resultado          |
| --------------- | --- | --------------------------------------- | --------------------------------- | ------------------ |
| 3 de fevereiro  | Open Sud de France Montpellier, França ATP World Tour 250 € 485.760 – duro (coberto) – 28S•32Q•16D                            | Gaël Monfils                            | Richard Gasquet                   | 6–4, 6–4           |
| 3 de fevereiro  | Open Sud de France Montpellier, França ATP World Tour 250 € 485.760 – duro (coberto) – 28S•32Q•16D                            | Nikolay Davydenko Denis Istomin         | Marc Gicquel Nicolas Mahut        | 6–4, 1–6, [10–7]   |
| 3 de fevereiro  | Royal Guard Open Chile Viña del Mar, Chile ATP World Tour 250 US$ 485.760 – saibro – 28S•28Q•16D                              | Fabio Fognini                           | Leonardo Mayer                    | 6–2, 6–4           |
| 3 de fevereiro  | Royal Guard Open Chile Viña del Mar, Chile ATP World Tour 250 US$ 485.760 – saibro – 28S•28Q•16D                              | Oliver Marach Florin Mergea             | Juan Sebastián Cabal Robert Farah | 6–3, 6–4           |
| 3 de fevereiro  | PBZ Zagreb Indoors Zagreb, Croácia ATP World Tour 250 € 485.760 – duro (coberto) – 28S•32Q•16D                                | Marin Čilić                             | Tommy Haas                        | 6–3, 6–4           |
| 3 de fevereiro  | PBZ Zagreb Indoors Zagreb, Croácia ATP World Tour 250 € 485.760 – duro (coberto) – 28S•32Q•16D                                | Jean-Julien Rojer Horia Tecău           | Philipp Marx Michal Mertiňák      | 3–6, 6–4, [10–2]   |
| 10 de fevereiro | ABN AMRO World Tennis Tournament Roterdã, Países Baixos ATP World Tour 500 € 1.500.755 – duro (coberto) – 32S•16Q•16D•3QD     | Tomáš Berdych                           | Marin Čilić                       | 6–4, 6–2           |
| 10 de fevereiro | ABN AMRO World Tennis Tournament Roterdã, Países Baixos ATP World Tour 500 € 1.500.755 – duro (coberto) – 32S•16Q•16D•3QD     | Michaël Llodra Nicolas Mahut            | Jean-Julien Rojer Horia Tecău     | 6–2, 7–64          |
| 10 de fevereiro | Copa Claro Buenos Aires, Buenos Aires ATP World Tour 250 US$ 567.760 – saibro – 32S•32Q•16D                                   | David Ferrer                            | Fabio Fognini                     | 6–4, 6–3           |
| 10 de fevereiro | Copa Claro Buenos Aires, Buenos Aires ATP World Tour 250 US$ 567.760 – saibro – 32S•32Q•16D                                   | Marcel Granollers Marc López            | Pablo Cuevas Horacio Zeballos     | 7–5, 6–4           |
| 10 de fevereiro | US National Indoor Tennis Championships Memphis, Estados Unidos ATP World Tour 250 US$ 647.675 – duro (coberto) – 28S•32Q•16D | Kei Nishikori                           | Ivo Karlović                      | 6–4, 7–60          |
| 10 de fevereiro | US National Indoor Tennis Championships Memphis, Estados Unidos ATP World Tour 250 US$ 647.675 – duro (coberto) – 28S•32Q•16D | Eric Butorac Raven Klaasen              | Bob Bryan Mike Bryan              | 6–4, 6–4           |
| 17 de fevereiro | Rio Open Rio de Janeiro, Brasil ATP World Tour 500 US$ 1.454.365 – saibro – 32S•16Q•16D•4QD                                   | Rafael Nadal                            | Alexandr Dolgopolov               | 6–3, 7–63          |
| 17 de fevereiro | Rio Open Rio de Janeiro, Brasil ATP World Tour 500 US$ 1.454.365 – saibro – 32S•16Q•16D•4QD                                   | Juan Sebastián Cabal · Robert Farah     | David Marrero Marcelo Melo        | 6–4, 6–2           |
| 17 de fevereiro | Delray Beach Open Delray Beach, Estados Unidos ATP World Tour 250 US$ 539.730 – duro – 32S•21Q•16D                            | Marin Čilić                             | Kevin Anderson                    | 7–66, 76–7, 6–4    |
| 17 de fevereiro | Delray Beach Open Delray Beach, Estados Unidos ATP World Tour 250 US$ 539.730 – duro – 32S•21Q•16D                            | Bob Bryan Mike Bryan                    | František Čermák Mikhail Elgin    | 6–2, 6–3           |
| 17 de fevereiro | Open 13 Marselha, França ATP World Tour 250 € 621.560 – duro (coberto) – 28S•32Q•16D                                          | Ernests Gulbis                          | Jo-Wilfried Tsonga                | 7–65, 6–4          |
| 17 de fevereiro | Open 13 Marselha, França ATP World Tour 250 € 621.560 – duro (coberto) – 28S•32Q•16D                                          | Julien Benneteau Édouard Roger-Vasselin | Paul Hanley Jonathan Marray       | 4–6, 7–66, [13–11] |
| 24 de fevereiro | Abierto Mexicano Telcel Acapulco, México ATP World Tour 500 US$ 1.454.365 – duro – 32S•16Q•16D•2QD                            | Grigor Dimitrov                         | Kevin Anderson                    | 7–61, 3–6, 7–65    |
| 24 de fevereiro | Abierto Mexicano Telcel Acapulco, México ATP World Tour 500 US$ 1.454.365 – duro – 32S•16Q•16D•2QD                            | Kevin Anderson · Matthew Ebden          | Feliciano López Max Mirnyi        | 6–3, 6–3           |
| 24 de fevereiro | Dubai Duty Free Tennis Championships Dubai, Emirados Árabes Unidos ATP World Tour 500 US$ 2.359.935 – duro – 32S•16Q•16D•4QD  | Roger Federer                           | Tomáš Berdych                     | 3–6, 6–4, 6–3      |
| 24 de fevereiro | Dubai Duty Free Tennis Championships Dubai, Emirados Árabes Unidos ATP World Tour 500 US$ 2.359.935 – duro – 32S•16Q•16D•4QD  | Rohan Bopanna Aisam-ul-Haq Qureshi      | Daniel Nestor Nenad Zimonjić      | 6–4, 6–3           |
| 24 de fevereiro | Brasil Open São Paulo, Brasil ATP World Tour 250 US$ 539.730 – saibro (coberto) – 28S•27Q•16D                                 | Federico Delbonis                       | Paolo Lorenzi                     | 4–6, 6–3, 6–4      |
| 24 de fevereiro | Brasil Open São Paulo, Brasil ATP World Tour 250 US$ 539.730 – saibro (coberto) – 28S•27Q•16D                                 | Guillermo García-López · Philipp Oswald | Juan Sebastián Cabal Robert Farah | 5–7, 6–4, [15–13]  |

#### Março
| Semana de               | Torneio | Campeão(s)                                  | Vice-campeão(s)                                 | Resultado      |
| ----------------------- | --- | ------------------------------------------- | ----------------------------------------------- | -------------- |
| 3 de março 10 de março  | BNP Paribas Open Indian Wells, Estados Unidos ATP World Tour Masters 1000 US$ 6.169.040 – duro – 96S•48Q•32D                                                                                       | Novak Djokovic                              | Roger Federer                                   | 3–6, 6–3, 7–63 |
| 3 de março 10 de março  | BNP Paribas Open Indian Wells, Estados Unidos ATP World Tour Masters 1000 US$ 6.169.040 – duro – 96S•48Q•32D                                                                                       | Bob Bryan · Mike Bryan                      | Alexander Peya Bruno Soares                     | 6–4, 6–3       |
| 17 de março 24 de março | Sony Open Tennis Miami, Estados Unidos ATP World Tour Masters 1000 US$ 5.649.405 – duro – 96S•48Q•32D                                                                                              | Novak Djokovic                              | Rafael Nadal                                    | 6–3, 6–3       |
| 17 de março 24 de março | Sony Open Tennis Miami, Estados Unidos ATP World Tour Masters 1000 US$ 5.649.405 – duro – 96S•48Q•32D                                                                                              | Bob Bryan Mike Bryan                        | Juan Sebastián Cabal Robert Farah               | 7–68, 6–4      |
| 31 de março             | Copa Davis: quartas de final Tóquio, Japão – duro (coberto) Nancy, França – duro (coberto) Nápoles, Itália – saibro Genebra, Suíça – duro (coberto) Competição de longa duração entre países – 16E | · República Checa · França · Itália · Suíça | · Japão · Alemanha · Grã-Bretanha · Cazaquistão | 5–0 3–2 3–2    |

#### Abril
| Semana de   | Torneio | Campeão(s)                          | Vice-campeão(s)                      | Resultado        |
| ----------- | --- | ----------------------------------- | ------------------------------------ | ---------------- |
| 7 de abril  | Grand Prix Hassan II Casablanca, Marrocos ATP World Tour 250 € 485.760 – saibro – 28S•32Q•16D                                        | Guillermo García-López              | Marcel Granollers                    | 5–7, 6–4, 6–3    |
| 7 de abril  | Grand Prix Hassan II Casablanca, Marrocos ATP World Tour 250 € 485.760 – saibro – 28S•32Q•16D                                        | Jean-Julien Rojer Horia Tecău       | Tomasz Bednarek Lukáš Dlouhý         | 6–2, 6–2         |
| 7 de abril  | Fayez Saforim & Co. U.S. Men's Clay Court Championship Houston, Estados Unidos ATP World Tour 250 US$ 539.730 – saibro – 28S•32Q•16D | Fernando Verdasco                   | Nicolás Almagro                      | 6–3, 7–64        |
| 7 de abril  | Fayez Saforim & Co. U.S. Men's Clay Court Championship Houston, Estados Unidos ATP World Tour 250 US$ 539.730 – saibro – 28S•32Q•16D | Bob Bryan Mike Bryan                | David Marrero Fernando Verdasco      | 4–6, 6–4, [11–9] |
| 14 de abril | Monte-Carlo Rolex Masters Roquebrune-Cap-Martin, França ATP World Tour Masters 1000 € 3.452.415 – saibro – 56S•28Q•24D               | Stanislas Wawrinka                  | Roger Federer                        | 4–6, 7–65, 6–2   |
| 14 de abril | Monte-Carlo Rolex Masters Roquebrune-Cap-Martin, França ATP World Tour Masters 1000 € 3.452.415 – saibro – 56S•28Q•24D               | Bob Bryan Mike Bryan                | Ivan Dodig Marcelo Melo              | 6–3, 3–6, [10–8] |
| 21 de abril | Barcelona Open Banc Sabadell Barcelona, Espanha ATP World Tour 500 € 2.127.035 – saibro – 48S•24Q•16D•4QD                            | Kei Nishikori                       | Santiago Giraldo                     | 6–2, 6–2         |
| 21 de abril | Barcelona Open Banc Sabadell Barcelona, Espanha ATP World Tour 500 € 2.127.035 – saibro – 48S•24Q•16D•4QD                            | Jesse Huta Galung · Stéphane Robert | Daniel Nestor Nenad Zimonjić         | 6–3, 6–3         |
| 21 de abril | BRD Năstase Țiriac Trophy Bucareste, Romênia ATP World Tour 250 € 485.760 – saibro – 28S•32Q•16D                                     | Grigor Dimitrov                     | Lukáš Rosol                          | 7–62, 6–1        |
| 21 de abril | BRD Năstase Țiriac Trophy Bucareste, Romênia ATP World Tour 250 € 485.760 – saibro – 28S•32Q•16D                                     | Jean-Julien Rojer · Horia Tecău     | Mariusz Fyrstenberg Marcin Matkowski | 6–4, 6–4         |
| 28 de abril | BMW Open Munique, Alemanha ATP World Tour 250 € 485.760 – saibro – 28S•32Q•16D                                                       | Martin Kližan                       | Fabio Fognini                        | 2–6, 6–1, 6–2    |
| 28 de abril | BMW Open Munique, Alemanha ATP World Tour 250 € 485.760 – saibro – 28S•32Q•16D                                                       | Jamie Murray John Peers             | Colin Fleming Ross Hutchins          | 6–4, 6–2         |
| 28 de abril | Portugal Open Oeiras, Portugal ATP World Tour 250 € 485.760 – saibro – 28S•32Q•16D                                                   | Carlos Berlocq                      | Tomáš Berdych                        | 0–6, 7–5, 6–1    |
| 28 de abril | Portugal Open Oeiras, Portugal ATP World Tour 250 € 485.760 – saibro – 28S•32Q•16D                                                   | Santiago González · Scott Lipsky    | Pablo Cuevas David Marrero           | 6–3, 3–6, [10–8] |

#### Maio
| Semana de             | Torneio                                                                                                 | Campeã(s)(o/ões)                        | Vice-campeã(s)(o/ões)              | Resultado          |
| --------------------- | --- | --------------------------------------- | ---------------------------------- | ------------------ |
| 5 de maio             | Mutua Madrid Open Madri, Espanha ATP World Tour Masters 1000 € 3.671.405 – saibro – 56S•28Q•24D         | Rafael Nadal                            | Kei Nishikori                      | 2–6, 6–4, 3–0, ab. |
| 5 de maio             | Mutua Madrid Open Madri, Espanha ATP World Tour Masters 1000 € 3.671.405 – saibro – 56S•28Q•24D         | Daniel Nestor Nenad Zimonjić            | Bob Bryan Mike Bryan               | 6–4, 6–2           |
| 12 de maio            | Internazionali BNL d'Italia Roma, Itália ATP World Tour Masters 1000 € 3.452.415 – saibro – 56S•28Q•24D | Novak Djokovic                          | Rafael Nadal                       | 4–6, 6–3, 6–3      |
| 12 de maio            | Internazionali BNL d'Italia Roma, Itália ATP World Tour Masters 1000 € 3.452.415 – saibro – 56S•28Q•24D | Daniel Nestor Nenad Zimonjić            | Robin Haase Feliciano López        | 6–4, 7–62          |
| 19 de maio            | Düsseldorf Open Düsseldorf, Alemanha ATP World Tour 250 € 485.760 – saibro – 28S•32Q•16D                | Philipp Kohlschreiber                   | Ivo Karlović                       | 6–2, 7–64          |
| 19 de maio            | Düsseldorf Open Düsseldorf, Alemanha ATP World Tour 250 € 485.760 – saibro – 28S•32Q•16D                | Santiago González Scott Lipsky          | Martin Emmrich Christopher Kas     | 7–5, 4–6, [10–3]   |
| 19 de maio            | Open de Nice Cote d'Azur Nice, França ATP World Tour 250 € 485.760 – saibro – 28S•32Q•16D               | Ernests Gulbis                          | Federico Delbonis                  | 6–1, 7–65          |
| 19 de maio            | Open de Nice Cote d'Azur Nice, França ATP World Tour 250 € 485.760 – saibro – 28S•32Q•16D               | Martin Kližan Philipp Oswald            | Rohan Bopanna Aisam-ul-Haq Qureshi | 6–2, 6–0           |
| 26 de maio 2 de junho | Torneio de Roland Garros Paris, França Grand Slam € 11.552.000 – saibro – 128S•128Q•64D•32DM            | Rafael Nadal                            | Novak Djokovic                     | 3–6, 7–5, 6–2, 6–4 |
| 26 de maio 2 de junho | Torneio de Roland Garros Paris, França Grand Slam € 11.552.000 – saibro – 128S•128Q•64D•32DM            | Julien Benneteau Édouard Roger-Vasselin | Marcel Granollers Marc López       | 6–3, 7–61          |
| 26 de maio 2 de junho | Torneio de Roland Garros Paris, França Grand Slam € 11.552.000 – saibro – 128S•128Q•64D•32DM            | Anna-Lena Grönefeld · Jean-Julien Rojer | Julia Görges Nenad Zimonjić        | 4–6, 6–2, [10–7]   |

#### Junho
| Semana de               | Torneio                                                                                             | Campeã(s)(o/ões)                | Vice-campeã(s)(o/ões)           | Resultado                 |
| ----------------------- | --------------------------------------------------------------------------------------------------- | ------------------------------- | ------------------------------- | ------------------------- |
| 9 de junho              | Gerry Weber Open Halle, Alemanha ATP World Tour 250 € 809.600 – grama – 28S•26Q•16D                 | Roger Federer                   | Alejandro Falla                 | 7–62, 7–63                |
| 9 de junho              | Gerry Weber Open Halle, Alemanha ATP World Tour 250 € 809.600 – grama – 28S•26Q•16D                 | Andre Begemann Julian Knowle    | Marco Chiudinelli Roger Federer | 1–6, 7–5, [12–10]         |
| 9 de junho              | Aegon Championships Londres, Reino Unido ATP World Tour 250 € 809.600 – grama – 56S•32Q•24D         | Grigor Dimitrov                 | Feliciano López                 | 86–7, 7–61, 7–66          |
| 9 de junho              | Aegon Championships Londres, Reino Unido ATP World Tour 250 € 809.600 – grama – 56S•32Q•24D         | Alexander Peya Bruno Soares     | Jamie Murray John Peers         | 4–6, 7–64, [10–4]         |
| 16 de junho             | Aegon International Eastbourne, Reino Unido ATP World Tour 250 € 562.340 – grama – 28S•28Q•16D      | Feliciano López                 | Richard Gasquet                 | 6–3, 56–7, 7–5            |
| 16 de junho             | Aegon International Eastbourne, Reino Unido ATP World Tour 250 € 562.340 – grama – 28S•28Q•16D      | Treat Huey Dominic Inglot       | Alexander Peya Bruno Soares     | 7–5, 5–7, [10–8]          |
| 16 de junho             | Topshelf Open 's-Hertogenbosch, Países Baixos ATP World Tour 250 € 486.760 – grama – 32S•27Q•16D    | Roberto Bautista Agut           | Benjamin Becker                 | 2–6, 7–62, 6–4            |
| 16 de junho             | Topshelf Open 's-Hertogenbosch, Países Baixos ATP World Tour 250 € 486.760 – grama – 32S•27Q•16D    | Jean-Julien Rojer · Horia Tecău | Santiago González Scott Lipsky  | 6–3, 7–63                 |
| 23 de junho 30 de junho | Torneio de Wimbledon Londres, Reino Unido Grand Slam £ 11.890.000 – grama – 128S•128Q•64D•16QD•48DM | Novak Djokovic                  | Roger Federer                   | 76–7, 6–4, 7–64, 5–7, 6–4 |
| 23 de junho 30 de junho | Torneio de Wimbledon Londres, Reino Unido Grand Slam £ 11.890.000 – grama – 128S•128Q•64D•16QD•48DM | Vasek Pospisil · Jack Sock      | Bob Bryan Mike Bryan            | 7–65, 36–7, 6–4, 3–6, 7–5 |
| 23 de junho 30 de junho | Torneio de Wimbledon Londres, Reino Unido Grand Slam £ 11.890.000 – grama – 128S•128Q•64D•16QD•48DM | Samantha Stosur Nenad Zimonjić  | Chan Hao-ching Max Mirnyi       | 6–4, 6–2                  |

#### Julho
| Semana de   | Torneio | Campeão(s)                       | Vice-campeão(s)                         | Resultado          |
| ----------- | --- | -------------------------------- | --------------------------------------- | ------------------ |
| 7 de julho  | Skistar Swedish Open Båstad, Suécia ATP World Tour 250 € 485.760 – saibro – 28S•32Q•16D                        | Pablo Cuevas                     | João Sousa                              | 6–2, 6–1           |
| 7 de julho  | Skistar Swedish Open Båstad, Suécia ATP World Tour 250 € 485.760 – saibro – 28S•32Q•16D                        | Johan Brunström Nicholas Monroe  | Jérémy Chardy Oliver Marach             | 4–6, 7–65, [10–7]  |
| 7 de julho  | Hall of Fame Tennis Championships Newport, Estados Unidos ATP World Tour 250 US$ 539.730 – grama – 32S•18Q•16D | Lleyton Hewitt                   | Ivo Karlović                            | 6–3, 46–7, 7–63    |
| 7 de julho  | Hall of Fame Tennis Championships Newport, Estados Unidos ATP World Tour 250 US$ 539.730 – grama – 32S•18Q•16D | Chris Guccione Lleyton Hewitt    | Jonathan Erlich Rajeev Ram              | 7–5, 6–4           |
| 7 de julho  | MercedesCup Stuttgart, Alemanha ATP World Tour 250 € 485.760 – saibro – 28S•32Q•16D                            | Roberto Bautista Agut            | Lukáš Rosol                             | 6–3, 4–6, 6–2      |
| 7 de julho  | MercedesCup Stuttgart, Alemanha ATP World Tour 250 € 485.760 – saibro – 28S•32Q•16D                            | Mateusz Kowalczyk · Artem Sitak  | Guillermo García-López Philipp Oswald   | 2–6, 6–1, [10–7]   |
| 14 de julho | bet-at-home Open Hamburgo, Alemanha ATP World Tour 500 € 1.322.150 – saibro – 48S•24Q•16D•4QD                  | Leonardo Mayer                   | David Ferrer                            | 36–7, 6–1, 7–64    |
| 14 de julho | bet-at-home Open Hamburgo, Alemanha ATP World Tour 500 € 1.322.150 – saibro – 48S•24Q•16D•4QD                  | Marin Draganja · Florin Mergea   | Alexander Peya Bruno Soares             | 6–4, 7–5           |
| 14 de julho | Claro Open Colombia Bogotá, Colômbia ATP World Tour 250 US$ 755.625 – duro – 28S•26Q•16D                       | Bernard Tomic                    | Ivo Karlović                            | 7–65, 3–6, 7–64    |
| 14 de julho | Claro Open Colombia Bogotá, Colômbia ATP World Tour 250 US$ 755.625 – duro – 28S•26Q•16D                       | Sam Groth · Chris Guccione       | Nicolás Barrientos Juan Sebastián Cabal | 7–65, 36–7, [11–9] |
| 21 de julho | BB&T Atlanta Open Atlanta, Estados Unidos ATP World Tour 250 US$ 647.675 – duro – 28S•24Q•16D                  | John Isner                       | Dudi Sela                               | 6–3, 6–4           |
| 21 de julho | BB&T Atlanta Open Atlanta, Estados Unidos ATP World Tour 250 US$ 647.675 – duro – 28S•24Q•16D                  | Vasek Pospisil Jack Sock         | Steve Johnson Sam Querrey               | 6–3, 5–7, [10–5]   |
| 21 de julho | Credit Agricole Suisse Open Gstaad Gstaad, Suíça ATP World Tour 250 € 485.760 – saibro – 28S•32Q•16D           | Pablo Andújar                    | Juan Mónaco                             | 6–3, 7–5           |
| 21 de julho | Credit Agricole Suisse Open Gstaad Gstaad, Suíça ATP World Tour 250 € 485.760 – saibro – 28S•32Q•16D           | Andre Begemann Robin Haase       | Rameez Junaid Michal Mertiňák           | 6–3, 6–4           |
| 21 de julho | Vegeta Croatia Open Umag Umago, Croácia ATP World Tour 250 € 485.760 – saibro – 28S•32Q•16D                    | Pablo Cuevas                     | Tommy Robredo                           | 6–3, 6–4           |
| 21 de julho | Vegeta Croatia Open Umag Umago, Croácia ATP World Tour 250 € 485.760 – saibro – 28S•32Q•16D                    | František Čermák Lukáš Rosol     | Dušan Lajović Franko Škugor             | 6–4, 7–65          |
| 28 de julho | Citi Open Washington, Estados Unidos ATP World Tour 500 US$ 1.654.295 – duro – 48S•24Q•16D•4QD                 | Milos Raonic                     | Vasek Pospisil                          | 6–1, 6–4           |
| 28 de julho | Citi Open Washington, Estados Unidos ATP World Tour 500 US$ 1.654.295 – duro – 48S•24Q•16D•4QD                 | Jean-Julien Rojer Horia Tecău    | Sam Groth Leander Paes                  | 7–5, 6–4           |
| 28 de julho | bet-at-home Cup Kitzbühel, Áustria ATP World Tour 250 € 485.760 – saibro – 28S•32Q•16D                         | David Goffin                     | Dominic Thiem                           | 4–6, 6–1, 6–3      |
| 28 de julho | bet-at-home Cup Kitzbühel, Áustria ATP World Tour 250 € 485.760 – saibro – 28S•32Q•16D                         | Henri Kontinen · Jarkko Nieminen | Daniele Bracciali Andrey Golubev        | 6–1, 6–4           |

#### Agosto
| Semana de                   | Torneio | Campeã(s)(o/ões)                  | Vice-campeã(s)(o/ões)            | Resultado        |
| --------------------------- | --- | --------------------------------- | -------------------------------- | ---------------- |
| 4 de agosto                 | Rogers Cup Toronto, Canadá ATP World Tour Masters 1000 US$ 3.766.270 – duro – 56S•28Q•24D                         | Jo-Wilfried Tsonga                | Roger Federer                    | 7–5, 7–63        |
| 4 de agosto                 | Rogers Cup Toronto, Canadá ATP World Tour Masters 1000 US$ 3.766.270 – duro – 56S•28Q•24D                         | Alexander Peya · Bruno Soares     | Ivan Dodig Marcelo Melo          | 6–4, 6–3         |
| 11 de agosto                | Western & Southern Open Cincinnati, Estados Unidos ATP World Tour Masters 1000 US$ 4.017.355 – duro – 56S•28Q•24D | Roger Federer                     | David Ferrer                     | 6–3, 1–6, 6–2    |
| 11 de agosto                | Western & Southern Open Cincinnati, Estados Unidos ATP World Tour Masters 1000 US$ 4.017.355 – duro – 56S•28Q•24D | Bob Bryan · Mike Bryan            | Vasek Pospisil Jack Sock         | 6–3, 6–2         |
| 18 de agosto                | Winston-Salem Open Winston-Salem, Estados Unidos ATP World Tour 250 US$ 683.705 – duro – 48S•27Q•16D              | Lukáš Rosol                       | Jerzy Janowicz                   | 3–6, 7–63, 7–5   |
| 18 de agosto                | Winston-Salem Open Winston-Salem, Estados Unidos ATP World Tour 250 US$ 683.705 – duro – 48S•27Q•16D              | Juan Sebastián Cabal Robert Farah | Jamie Murray John Peers          | 6–3, 6–4         |
| 25 de agosto 1º de setembro | US Open Nova York, Estados Unidos Grand Slam US$ 17.851.868 – duro – 128S•128Q•64D•32DM                           | Marin Čilić                       | Kei Nishikori                    | 6–3, 6–3, 6–3    |
| 25 de agosto 1º de setembro | US Open Nova York, Estados Unidos Grand Slam US$ 17.851.868 – duro – 128S•128Q•64D•32DM                           | Bob Bryan Mike Bryan              | Marcel Granollers Marc López     | 6–3, 6–4         |
| 25 de agosto 1º de setembro | US Open Nova York, Estados Unidos Grand Slam US$ 17.851.868 – duro – 128S•128Q•64D•32DM                           | Sania Mirza Bruno Soares          | Abigail Spears Santiago González | 6–1, 2–6, [11–9] |

#### Setembro
| Semana de      | Torneio | Campeão(s)                                                                  | Vice-campeão(s)                                                             | Resultado                                                                   |
| -------------- | --- | --------------------------------------------------------------------------- | --------------------------------------------------------------------------- | --------------------------------------------------------------------------- |
| 8 de setembro  | Copa Davis: semifinais Paris, França – saibro Genebra, Suíça – duro (coberto) Competição de longa duração entre países – 16E | · França · Suíça                                                            | · República Checa · Itália                                                  | 4–1 3–2                                                                     |
| 15 de setembro | Moselle Open Metz, França ATP World Tour 250 € 485.760 – duro (coberto) – 28S•30Q•16D                                        | David Goffin                                                                | João Sousa                                                                  | 6–4, 6–3                                                                    |
| 15 de setembro | Moselle Open Metz, França ATP World Tour 250 € 485.760 – duro (coberto) – 28S•30Q•16D                                        | Mariusz Fyrstenberg Marcin Matkowski                                        | Marin Draganja Henri Kontinen                                               | 36–7, 6–3, [10–8]                                                           |
| 15 de setembro | Negev Israel Open Tel Aviv, Israel ATP World Tour 250 US$ 1.065.725 – duro – 32S•16Q•16D                                     | Cancelado devido a preocupações de segurança com conflito militar na região | Cancelado devido a preocupações de segurança com conflito militar na região | Cancelado devido a preocupações de segurança com conflito militar na região |
| 22 de setembro | Malaysian Open Kuala Lumpur, Malásia ATP World Tour 250 US$ 1.022.255 – duro (coberto) – 28S•21Q•16D                         | Kei Nishikori                                                               | Julien Benneteau                                                            | 7–64, 6–4                                                                   |
| 22 de setembro | Malaysian Open Kuala Lumpur, Malásia ATP World Tour 250 US$ 1.022.255 – duro (coberto) – 28S•21Q•16D                         | Marcin Matkowski Leander Paes                                               | Jamie Murray John Peers                                                     | 3–6, 7–65, [10–5]                                                           |
| 22 de setembro | Shenzhen Open Shenzhen, China ATP World Tour 250 US$ 655.955 – duro – 28S•20Q•16D                                            | Andy Murray                                                                 | Tommy Robredo                                                               | 5–7, 7–69, 6–1                                                              |
| 22 de setembro | Shenzhen Open Shenzhen, China ATP World Tour 250 US$ 655.955 – duro – 28S•20Q•16D                                            | Jean-Julien Rojer Horia Tecău                                               | Sam Groth Chris Guccione                                                    | 6–4, 7–64                                                                   |
| 29 de setembro | China Open Pequim, China ATP World Tour 500 US$ 3.755.065 – duro – 32S•16Q•16D•4QD                                           | Novak Djokovic                                                              | Tomáš Berdych                                                               | 6–0, 6–2                                                                    |
| 29 de setembro | China Open Pequim, China ATP World Tour 500 US$ 3.755.065 – duro – 32S•16Q•16D•4QD                                           | Jean-Julien Rojer · Horia Tecău                                             | Julien Benneteau Vasek Pospisil                                             | 66–7, 7–5, [10–5]                                                           |
| 29 de setembro | Rakuten Japan Open Tennis Championships Tóquio, Japão ATP World Tour 500 US$ 1.373.420 – duro – 32S•16Q•16D•4QD              | Kei Nishikori                                                               | Milos Raonic                                                                | 7–65, 4–6, 6–4                                                              |
| 29 de setembro | Rakuten Japan Open Tennis Championships Tóquio, Japão ATP World Tour 500 US$ 1.373.420 – duro – 32S•16Q•16D•4QD              | Pierre-Hugues Herbert · Michał Przysiężny                                   | Ivan Dodig Marcelo Melo                                                     | 6–3, 36–7, [10–5]                                                           |

#### Outubro
| Semana de     | Torneio                                                                                                  | Campeão(s)                       | Vice-campeão(s)                         | Resultado          |
| ------------- | --- | -------------------------------- | --------------------------------------- | ------------------ |
| 6 de outubro  | Shanghai Rolex Masters Xangai, China ATP World Tour Masters 1000 US$ 6.521.695 – duro – 56S•28Q•24D      | Roger Federer                    | Gilles Simon                            | 7–66, 7–62         |
| 6 de outubro  | Shanghai Rolex Masters Xangai, China ATP World Tour Masters 1000 US$ 6.521.695 – duro – 56S•28Q•24D      | Bob Bryan Mike Bryan             | Julien Benneteau Édouard Roger-Vasselin | 6–3, 7–63          |
| 13 de outubro | If Stockholm Open Estocolmo, Suécia ATP World Tour 250 € 593.705 – duro (coberto) – 28S•32Q•16D          | Tomáš Berdych                    | Grigor Dimitrov                         | 5–7, 6–4, 6–4      |
| 13 de outubro | If Stockholm Open Estocolmo, Suécia ATP World Tour 250 € 593.705 – duro (coberto) – 28S•32Q•16D          | Eric Butorac Raven Klaasen       | Treat Huey Jack Sock                    | 6–4, 6–3           |
| 13 de outubro | Kremlin Cup Moscou, Rússia ATP World Tour 250 US$ 855.490 – duro (coberto) – 28S•32Q•16D                 | Marin Čilić                      | Roberto Bautista Agut                   | 6–4, 6–4           |
| 13 de outubro | Kremlin Cup Moscou, Rússia ATP World Tour 250 US$ 855.490 – duro (coberto) – 28S•32Q•16D                 | František Čermák Jiří Veselý     | Sam Groth Chris Guccione                | 7–62, 7–5          |
| 13 de outubro | Erste Bank Open Viena, Áustria ATP World Tour 250 € 593.705 – duro (coberto) – 28S•32Q•16D               | Andy Murray                      | David Ferrer                            | 5–7, 6–2, 7–5      |
| 13 de outubro | Erste Bank Open Viena, Áustria ATP World Tour 250 € 593.705 – duro (coberto) – 28S•32Q•16D               | Jürgen Melzer Philipp Petzschner | Andre Begemann Julian Knowle            | 7–66, 4–6, [10–7]  |
| 20 de outubro | Swiss Indoors Basileia, Suíça ATP World Tour 500 € 1.915.060 – duro (coberto) – 32S•16Q•16D•4QD          | Roger Federer                    | David Goffin                            | 6–2, 6–2           |
| 20 de outubro | Swiss Indoors Basileia, Suíça ATP World Tour 500 € 1.915.060 – duro (coberto) – 32S•16Q•16D•4QD          | Vasek Pospisil Nenad Zimonjić    | Marin Draganja Henri Kontinen           | 7–613, 1–6, [10–5] |
| 20 de outubro | Valencia Open 500 Valência, Espanha ATP World Tour 500 € 2.204.230 – duro (coberto) – 32S•16Q•16D•4QD    | Andy Murray                      | Tommy Robredo                           | 3–6, 7–67, 7–68    |
| 20 de outubro | Valencia Open 500 Valência, Espanha ATP World Tour 500 € 2.204.230 – duro (coberto) – 32S•16Q•16D•4QD    | Jean-Julien Rojer Horia Tecău    | Kevin Anderson Jérémy Chardy            | 6–4, 6–2           |
| 27 de outubro | BNP Paribas Masters Paris, França ATP World Tour Masters 1000 € 3.452.415 – duro (coberto) – 48S•24Q•24D | Novak Djokovic                   | Milos Raonic                            | 6–2, 6–3           |
| 27 de outubro | BNP Paribas Masters Paris, França ATP World Tour Masters 1000 € 3.452.415 – duro (coberto) – 48S•24Q•24D | Bob Bryan · Mike Bryan           | Marcin Matkowski Jürgen Melzer          | 7–65, 5–7, [10–6]  |

#### Novembro
| Semana de      | Torneio | Campeão(s)                                                                 | Vice-campeão(s)                                                                 | Resultado                |
| -------------- | --- | -------------------------------------------------------------------------- | ------------------------------------------------------------------------------- | ------------------------ |
| 3 de novembro  | sem torneios programados                                                                                               | sem torneios programados                                                   | sem torneios programados                                                        | sem torneios programados |
| 10 de novembro | Barclays ATP World Tour Finals Londres, Reino Unido Torneio de fim de temporada US$ 6.500.000 – duro (coberto) – 8S•8D | Novak Djokovic                                                             | Roger Federer                                                                   | w.o.                     |
| 10 de novembro | Barclays ATP World Tour Finals Londres, Reino Unido Torneio de fim de temporada US$ 6.500.000 – duro (coberto) – 8S•8D | Bob Bryan Mike Bryan                                                       | Ivan Dodig Marcelo Melo                                                         | 56–7, 6–2, [10–7]        |
| 17 de novembro | Copa Davis: final Lille, França – saibro (coberto) Competição de longa duração entre países – 16E                      | Suíça · Marco Chiudinelli · Roger Federer · Michael Lammer · Stan Wawrinka | França · Julien Benneteau · Richard Gasquet · Gaël Monfils · Jo-Wilfried Tsonga | 3–1                      |

## Estatísticas

### Informações sobre os títulos
Jogadores que conquistaram o primeiro título nas respectivas modalidades:
Simples
- Federico Delbonis – São Paulo
- Roberto Bautista Agut – 's-Hertogenbosch
- Pablo Cuevas – Båstad
- Leonardo Mayer – Hamburgo
- David Goffin – Kitzbühel

Duplas
- Jan Hájek – Doha
- Juan Sebastián Cabal – Rio de Janeiro
- Robert Farah – Rio de Janeiro
- Kevin Anderson – Acapulco
- Philipp Oswald – São Paulo
- Jesse Huta Galung – Barcelona
- Stéphane Robert – Barcelona
- Vasek Pospisil – Torneio de Wimbledon
- Mateusz Kowalczyk - Stuttgart
- Artem Sitak - Stuttgart
- Marin Draganja – Hamburgo
- Samuel Groth - Bogotá
- Henri Kontinen - Kitzbühel
- Pierre-Hugues Herbert – Tóquio
- Michał Przysiężny – Tóquio

Duplas Mistas
- Jean-Julien Rojer – Torneio de Roland Garros

Jogadores que defenderam os títulos nos respectivos torneios e modalidades:
Simples
- Marin Čilić – Zagreb
- David Ferrer – Buenos Aires
- Kei Nishikori – Memphis
- Rafael Nadal – Madri, Torneio de Roland Garros
- Roger Federer – Halle
- Feliciano López – Eastbourne
- Novak Djokovic – Pequim, Paris, ATP Finals

Duplas
- Bob Bryan – Indian Wells, Cincinnati, Paris
- Mike Bryan – Indian Wells, Cincinnati, Paris
- Santiago González – Oeiras
- Scott Lipsky – Oeiras
- Horia Tecău – Bucareste, 's-Hertogenbosch, Pequim
- Alexander Peya – Toronto
- Bruno Soares – Toronto

## Rankings

### Simples

#### Número 1 do mundo
| Jogador        | Ganhou o posto     | Perdeu o posto     |
| -------------- | ------------------ | ------------------ |
| Rafael Nadal   | Antes de 2014      | 7 de julho de 2014 |
| Novak Djokovic | 7 de julho de 2014 | Depois de 2014     |

### Duplas

#### Número 1 do mundo
| Jogador              | Ganhou o posto | Perdeu o posto |
| -------------------- | -------------- | -------------- |
| Bob Bryan Mike Bryan | Antes de 2014  | Depois de 2014 |

## Distribuição dos pontos
| Categoria                             | V                     | F                    | SF                  | QF                                                                                              | R16                                                                                             | R32                                                                                             | R64                                                                                             | R128                                                                                            | Q                                                                                               | Q3                                                                                              | Q2                                                                                              | Q1                                                                                              |
| Grand Slam (128S)                     | 2000                  | 1200                 | 720                 | 360                                                                                             | 180                                                                                             | 90                                                                                              | 45                                                                                              | 10                                                                                              | 25                                                                                              | 16                                                                                              | 8                                                                                               | 0                                                                                               |
| Grand Slam (64D)                      | 2000                  | 1200                 | 720                 | 360                                                                                             | 180                                                                                             | 90                                                                                              | 0                                                                                               | –                                                                                               | 25                                                                                              | –                                                                                               | 0                                                                                               | 0                                                                                               |
| ATP World Tour Finals (8S/8D)         | 1500 (máx) 1100 (min) | 1000 (máx) 600 (min) | 600 (máx) 200 (min) | 200 por cada partida de rodada ganha, +400 por cada semifinal ganha, +500 por cada final ganha. | 200 por cada partida de rodada ganha, +400 por cada semifinal ganha, +500 por cada final ganha. | 200 por cada partida de rodada ganha, +400 por cada semifinal ganha, +500 por cada final ganha. | 200 por cada partida de rodada ganha, +400 por cada semifinal ganha, +500 por cada final ganha. | 200 por cada partida de rodada ganha, +400 por cada semifinal ganha, +500 por cada final ganha. | 200 por cada partida de rodada ganha, +400 por cada semifinal ganha, +500 por cada final ganha. | 200 por cada partida de rodada ganha, +400 por cada semifinal ganha, +500 por cada final ganha. | 200 por cada partida de rodada ganha, +400 por cada semifinal ganha, +500 por cada final ganha. | 200 por cada partida de rodada ganha, +400 por cada semifinal ganha, +500 por cada final ganha. |
| ATP World Tour Masters 1000 (96S)     | 1000                  | 600                  | 360                 | 180                                                                                             | 90                                                                                              | 45                                                                                              | 25                                                                                              | 10                                                                                              | 16                                                                                              | –                                                                                               | 8                                                                                               | 0                                                                                               |
| ATP World Tour Masters 1000 (56S/48S) | 1000                  | 600                  | 360                 | 180                                                                                             | 90                                                                                              | 45                                                                                              | 10                                                                                              | –                                                                                               | 25                                                                                              | –                                                                                               | 16                                                                                              | 0                                                                                               |
| ATP World Tour Masters 1000 (32D/24D) | 1000                  | 600                  | 360                 | 180                                                                                             | 90                                                                                              | 0                                                                                               | –                                                                                               | –                                                                                               | –                                                                                               | –                                                                                               | –                                                                                               | –                                                                                               |
| ATP World Tour 500 (48S)              | 500                   | 300                  | 180                 | 90                                                                                              | 45                                                                                              | 20                                                                                              | 0                                                                                               | –                                                                                               | 10                                                                                              | –                                                                                               | 4                                                                                               | 0                                                                                               |
| ATP World Tour 500 (32S)              | 500                   | 300                  | 180                 | 90                                                                                              | 45                                                                                              | 0                                                                                               | –                                                                                               | –                                                                                               | 20                                                                                              | –                                                                                               | 10                                                                                              | 0                                                                                               |
| ATP World Tour 500 (16D)              | 500                   | 300                  | 180                 | 90                                                                                              | 0                                                                                               | –                                                                                               | –                                                                                               | –                                                                                               | 20                                                                                              | –                                                                                               | 0                                                                                               | 0                                                                                               |
| ATP World Tour 250 (56S/48S)          | 250                   | 150                  | 90                  | 45                                                                                              | 20                                                                                              | 10                                                                                              | 0                                                                                               | –                                                                                               | 5                                                                                               | 3                                                                                               | 0                                                                                               | 0                                                                                               |
| ATP World Tour 250 (32S/28S)          | 250                   | 150                  | 90                  | 45                                                                                              | 20                                                                                              | 0                                                                                               | –                                                                                               | –                                                                                               | 12                                                                                              | 6                                                                                               | 0                                                                                               | 0                                                                                               |
| ATP World Tour 250 (24D)              | 250                   | 150                  | 90                  | 45                                                                                              | 20                                                                                              | 0                                                                                               | –                                                                                               | –                                                                                               | –                                                                                               | –                                                                                               | –                                                                                               | –                                                                                               |
| ATP World Tour 250 (16D)              | 250                   | 150                  | 90                  | 45                                                                                              | 0                                                                                               | –                                                                                               | –                                                                                               | –                                                                                               | –                                                                                               | –                                                                                               | –                                                                                               | –                                                                                               |